# Daniel Du Lac
Daniel Du Lac (Montpellier, 3 novembre 1976) è un arrampicatore e guida alpina francese.
Pratica l'arrampicata in falesia, il bouldering, le vie lunghe e l'arrampicata su ghiaccio. Ha gareggiato nelle competizioni di difficoltà e di boulder.

## Biografia
Ha cominciato ad arrampicare nel 1982 a sei anni. Nel 1995 a diciotto anni ha iniziato a gareggiare nella Coppa del mondo lead di arrampicata. Ha ottenuti i maggiori successi nelle competizioni di bouldering con la Coppa del mondo boulder di arrampicata nata nel 1999. È giunto terzo nella classifica finale per tre volte, nel 2000, 2003 e 2005, mentre nel 2004 ha conquistato la Coppa. Sempre nel 2004 ha vinto nel boulder il Campionato europeo di arrampicata 2004 a Lecco.
Ha partecipato anche alle competizioni di arrampicata su ghiaccio vincendo nel 2001 la seconda edizione della Coppa del mondo di arrampicata su ghiaccio.
Dal 2000 si occupa della realizzazione di documentari sull'arrampicata e l'alpinismo.

## Palmarès

### Coppa del mondo
|         | 1995 | 1996 | 1997 | 1998 | 1999 | 2000 | 2001 | 2002 | 2003 | 2004 | 2005 | 2006 | 2007 |
| ------- | ---- | ---- | ---- | ---- | ---- | ---- | ---- | ---- | ---- | ---- | ---- | ---- | ---- |
| Lead    | 22   | 30   | 22   |      |      |      |      |      |      |      |      |      |      |
| Boulder |      |      |      |      | 4    | 3    | 23   | 5    | 3    | 1    | 3    | 69   | 12   |

### Campionato del mondo
|         | 2001 | 2003 | 2005 | 2007 |
| ------- | ---- | ---- | ---- | ---- |
| Boulder | 4    | 19   | 6    | 6    |

## Statistiche

### Podi in Coppa del mondo boulder
| Stagione | 1º | 2º | 3º | Podi totali |
| -------- | -- | -- | -- | ----------- |
| 1999     | 1  | 1  |    | 2           |
| 2000     |    | 2  | 1  | 3           |
| 2001     |    |    |    |             |
| 2002     |    | 1  |    | 1           |
| 2003     |    | 2  |    | 2           |
| 2004     | 2  | 1  | 1  | 4           |
| 2005     |    | 1  |    | 1           |
| 2006     |    |    |    |             |
| 2007     |    |    | 1  | 1           |
| Totale   | 3  | 8  | 3  | 14          |

## Arrampicata su ghiaccio
Ha vinto la Coppa del mondo di arrampicata su ghiaccio nel 2001.